# Syrphoctonus ruficauda
Syrphoctonus ruficauda là một loài tò vò trong họ Ichneumonidae.